# Puchar Kontynentalny mężczyzn w kombinacji norweskiej 2018/2019
Sezon 2018/2019 Pucharu Kontynentalnego mężczyzn w kombinacji norweskiej rozpoczął się 14 grudnia 2018 w amerykańskim Steamboat Springs, zaś ostatnie zawody z tego cyklu zostały rozegrane 10 marca 2019 w rosyjskim Niżnym Tagile. Zawody były rozgrywane w USA, Niemczech, Finlandii, Słowenii, Austrii, Norwegii, i Rosji. 
Tytułu najlepszego zawodnika bronił Austriak Thomas Jöbstl, zaś jego reprezentacja broniła tytułu Pucharu Narodów wywalczonego w poprzednim sezonie. W tym sezonie natomiast najlepszy okazał się również Austriak, ale tym razem był to Paul Gerstgraser, natomiast w Pucharze Narodów najlepsi okazali się Norwegowie.

## Kalendarz i wyniki
| Lp. | Data             | Miejscowość       | Konkurencja              | 1. miejsce                                                                               | 2. miejsce                                                                           | 3. miejsce                                                                      |
| --- | ---------------- | ----------------- | ------------------------ | ---------------------------------------------------------------------------------------- | ------------------------------------------------------------------------------------ | ------------------------------------------------------------------------------- |
| 1.  | 14 grudnia 2018  | Steamboat Springs | Gundersen HS75/10 km     | Taylor Fletcher                                                                          | Paul Gerstgraser                                                                     | Bernhard Flaschberger                                                           |
| 2.  | 15 grudnia 2018  | Steamboat Springs | Gundersen HS75/10 km     | Paul Gerstgraser                                                                         | Taylor Fletcher                                                                      | Lars Burås                                                                      |
| 3.  | 19 grudnia 2018  | Park City         | Gundersen HS100/10 km    | Lukas Runggaldier                                                                        | Paul Gerstgraser                                                                     | Julian Schmid                                                                   |
| 4.  | 20 grudnia 2018  | Park City         | Gundersen HS100/10 km    | Taylor Fletcher                                                                          | Julian Schmid                                                                        | Ryota Yamamoto                                                                  |
| 5.  | 4 stycznia 2019  | Klingenthal       | Gundersen HS140/10 km    | Jens Lurås Oftebro                                                                       | Leif Torbjørn Næsvold                                                                | Johannes Lamparter                                                              |
| 6.  | 5 stycznia 2019  | Klingenthal       | Gundersen HS140/10 km    | Jens Lurås Oftebro                                                                       | Sindre Ure Søtvik                                                                    | Leif Torbjørn Næsvold                                                           |
| 7.  | 6 stycznia 2019  | Klingenthal       | HS140/x km               | Odwołano                                                                                 | Odwołano                                                                             | Odwołano                                                                        |
| 8.  | 11 stycznia 2019 | Ruka              | Gundersen HS142/10 km    | Leif Torbjørn Næsvold                                                                    | Harald Johnas Riiber                                                                 | Sindre Ure Søtvik                                                               |
| 9.  | 12 stycznia 2019 | Ruka              | Start masowy HS142/10 km | Leif Torbjørn Næsvold                                                                    | Sindre Ure Søtvik                                                                    | Harald Johnas Riiber                                                            |
| 10. | 13 stycznia 2019 | Ruka              | HS142/x km               | Norwegia Simen Tiller · Sindre Ure Søtvik · Harald Johnas Riiber · Leif Torbjørn Næsvold | Niemcy Martin Hahn · Julian Schmid · David Welde · Jakob Lange                       | Austria Thomas Jöbstl · Christian Deuschl · Samuel Mraz · Bernhard Flaschberger |
| 11. | 26 stycznia 2019 | Planica           | Gundersen HS139/10 km    | Leif Torbjørn Næsvold                                                                    | Lars Ivar Skårset                                                                    | Thomas Jöbstl                                                                   |
| 12. | 27 stycznia 2019 | Planica           | Gundersen HS139/10 km    | Paul Gerstgraser                                                                         | Thomas Jöbstl                                                                        | Harald Johnas Riiber                                                            |
| 13. | 8 lutego 2019    | Eisenerz          | Gundersen HS109/10 km    | Paul Gerstgraser                                                                         | Philipp Orter                                                                        | Lars Ivar Skårset                                                               |
| 14. | 9 lutego 2019    | Eisenerz          | HS109/x km               | Austria Philipp Orter · Christian Deuschl · Florian Dagn · Paul Gerstgraser              | Norwegia Simen Tiller · Harald Johnas Riiber · Sindre Ure Søtvik · Lars Ivar Skårset | Niemcy Justin Moczarski · Jonas Maier · Jonas Welde · Jakob Lange               |
| 15. | 10 lutego 2019   | Eisenerz          | Gundersen HS109/10 km    | Paul Gerstgraser                                                                         | Philipp Orter                                                                        | Lars Ivar Skårset                                                               |
| 16. | 16 lutego 2019   | Rena              | Gundersen HS111/10 km    | Paul Gerstgraser                                                                         | Harald Johnas Riiber                                                                 | Sindre Ure Søtvik                                                               |
| 17. | 17 lutego 2019   | Rena              | Gundersen HS111/10 km    | Paul Gerstgraser                                                                         | Harald Johnas Riiber                                                                 | Antoine Gérard                                                                  |
| 18. | 8 marca 2019     | Niżny Tagił       | Gundersen HS100/5 km     | Luis Lehnert                                                                             | Sindre Ure Søtvik                                                                    | Leif Torbjørn Næsvold                                                           |
| 19. | 9 marca 2019     | Niżny Tagił       | Start masowy HS100/10 km | Thomas Jöbstl                                                                            | Jakob Lange                                                                          | Hidefumi Denda                                                                  |
| 20. | 10 marca 2019    | Niżny Tagił       | Gundersen HS100/15 km    | Thomas Jöbstl                                                                            | Tomáš Portyk                                                                         | Jakob Lange                                                                     |

## Wyniki reprezentantów Polski
| Zawodnik | Steamboat Springs 14.12 | Steamboat Springs 15.12 | Soldier Hollow & Utah Olympic Park 19.12 | Soldier Hollow & Utah Olympic Park 20.12 | Klingenthal 04.01 | Klingenthal 05.01 | Ruka 11.01 | Ruka 12.01 | Planica 26.01 | Planica 27.01 | Eisenerz 08.02 | Eisenerz 10.02 | Rena 16.02 | Rena 17.02 | Niżny Tagił 08.03 | Niżny Tagił 09.03 | Niżny Tagił 10.03 |
| Mateusz Jarosz | –                       | –                       | –                                        | –                                        | –                 | –                 | –          | –          | –             | –             | –              | –              | 39         | 41         | –                 | –                 | –                 |
| Dawid Jarząbek | –                       | –                       | –                                        | –                                        | –                 | –                 | –          | –          | –             | –             | 51             | 47             | 42         | 39         | –                 | –                 | –                 |
| Bartłomiej Klimowski | –                       | –                       | –                                        | –                                        | –                 | –                 | –          | –          | 48            | 42            | –              | –              | –          | –          | –                 | –                 | –                 |
| Piotr Kudzia | –                       | –                       | –                                        | –                                        | 54                | 36                | –          | –          | –             | –             | 48             | 41             | 40         | 44         | –                 | –                 | –                 |
| Wojciech Marusarz | –                       | –                       | –                                        | –                                        | 50                | 53                | –          | –          | 35            | 19            | dnf            | 37             | –          | –          | –                 | –                 | –                 |
| Adam Skupień | –                       | –                       | –                                        | –                                        | –                 | –                 | –          | –          | 47            | 43            | –              | –              | –          | –          | –                 | –                 | –                 |
| Andrzej Szczechowicz | –                       | –                       | –                                        | –                                        | –                 | –                 | –          | –          | –             | –             | 52             | 45             | 43         | dns        | –                 | –                 | –                 |
| Paweł Twardosz | –                       | –                       | –                                        | –                                        | 22                | 32                | –          | –          | 30            | 22            | –              | –              | –          | –          | –                 | –                 | –                 |
| 1-3 4-30 poniżej 30 dnf – Zawodnik nie ukończył biegu. dns – Zawodnik nie pojawił się na starcie biegu. DNS – Zawodnik nie wystąpił w konkursie głównym.. dsq – Zawodnik został zdyskwalifikowany w konkursie głównym. |                         |                         |                                          |                                          |                   |                   |            |            |               |               |                |                |            |            |                   |                   |                   |
| 1 Zawodnik został zdyskwalifikowany po skoku/przed skokiem za nieodpowiedni z regulaminem kombinezon. |                         |                         |                                          |                                          |                   |                   |            |            |               |               |                |                |            |            |                   |                   |                   |

## Klasyfikacja generalna
| M.  | Zawodnik              | Punkty |
| --- | --------------------- | ------ |
| 1.  | Paul Gerstgraser      | 800    |
| 2.  | Leif Torbjørn Næsvold | 644    |
| 3.  | Thomas Jöbstl         | 643    |
| 4.  | Sindre Ure Søtvik     | 642    |
| 5.  | Jakob Lange           | 515    |
| 6.  | David Welde           | 496    |
| 7.  | Harald Johnas Riiber  | 490    |
| 8.  | Lars Ivar Skårset     | 359    |
| 9.  | Philipp Orter         | 353    |
| 10. | Taylor Fletcher       | 330    |
| ... |                       |        |
| 72. | Paweł Twardosz        | 19     |
| 81. | Wojciech Marusarz     | 12     |

## Puchar Narodów
| Lp. | Państwo           | Punkty |
| --- | ----------------- | ------ |
| 1.  | Norwegia          | 4247   |
| 2.  | Austria           | 3628   |
| 3.  | Niemcy            | 3010   |
| 4.  | Japonia           | 1075   |
| 5.  | Włochy            | 810    |
| 6.  | Stany Zjednoczone | 724    |
| 7.  | Finlandia         | 528    |
| 8.  | Rosja             | 413    |
| 9.  | Francja           | 410    |
| 10. | Słowenia          | 357    |
| 11. | Czechy            | 272    |
| 12. | Ukraina           | 119    |
| 13. | Chiny             | 104    |
| 14. | Polska            | 31     |
| 15. | Korea Południowa  | 22     |
| 16. | Kazachstan        | 5      |
| 17. | Kanada            | 2      |